# 2009 au Burkina Faso
Cet article présente les faits marquants de l'année 2009 au Burkina Faso.

## Évènements

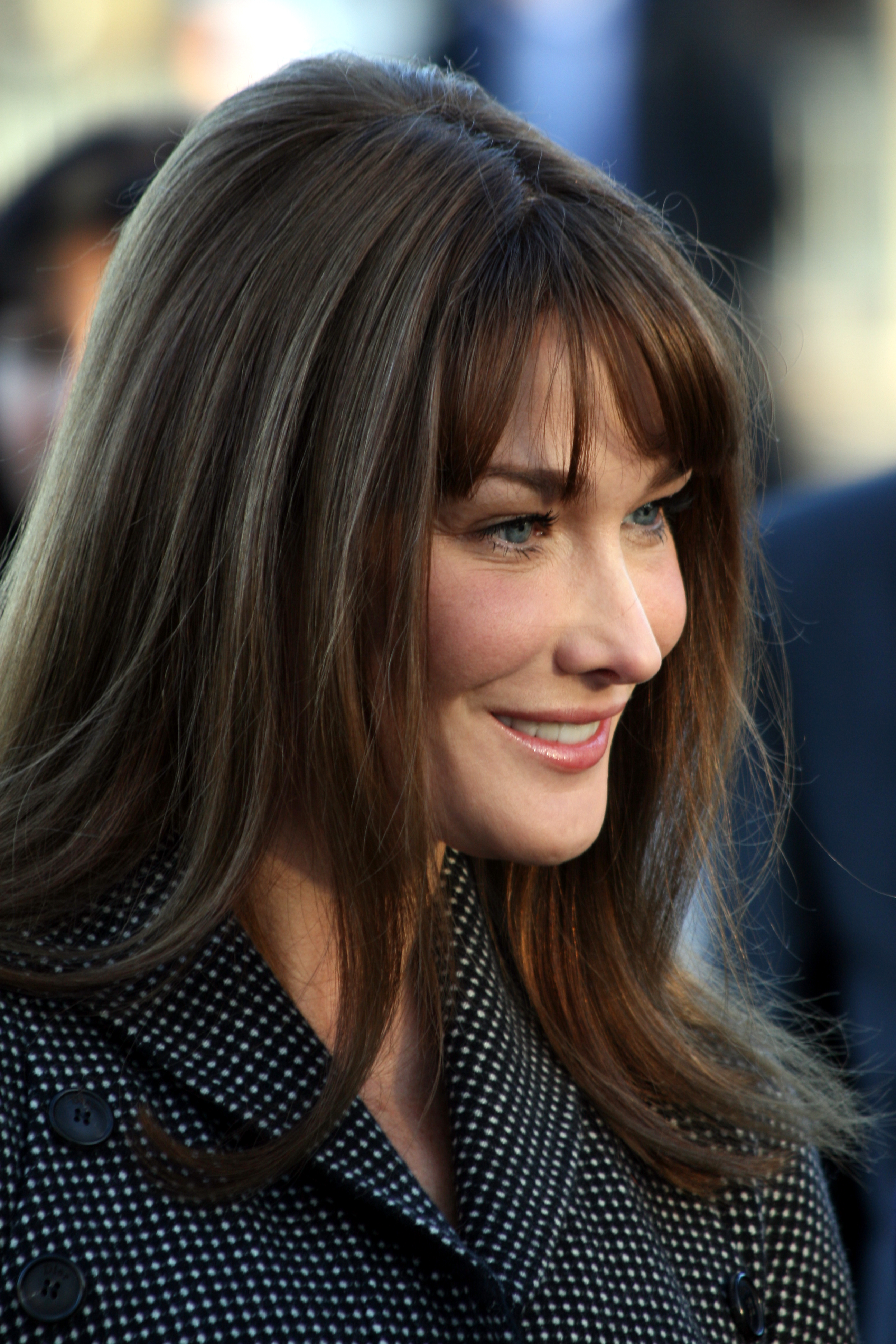
Carla Bruni-Sarkozy(novembre 2008)

- Mercredi 11 février 2009 : visite de la Première dame de France Carla Bruni-Sarkozy dans le cadre de son premier déplacement d'ambassadrice du Fonds mondial de lutte contre le SIDA, la tuberculose et le paludisme. Parmi ses activités, elle a visité l'hôpital de Ouagadougou, pour y rencontrer des femmes et leurs enfants infectés par le virus VIH, a rencontré les membres du Conseil national burkinabé de lutte contre le sida, a déjeuné avec des ONG locales qui luttent contre la pandémie et a conclu sa journée par la visite d'un centre médical où sont pratiquées des consultations prénatales de dépistage. Selon l'Onusida, le Burkina a réussi à faire chuter son taux de prévalence de 7,4 % en 1997 à 2 % en 2005. Le pays connaît un début de changement des comportements, avec une forte augmentation du recours au préservatif dans les rapports sexuels avec un partenaire occasionnel.

- Dimanche 1er mars 2009 : ouverture de la 21e édition du Fespaco (Festival panafricain du cinéma et de la télévision de Ouagadougou)

- Samedi 7 mars 2009 : remise des prix au Festival panafricain du cinéma et de la télévision de Ouagadougou (Fespaco). Le film « Teza » (la Rosée) de l'Éthiopien Hailé Gerima, déjà prix spécial du jury de la Mostra de Venise, remporte l'« Étalon d'or du Yennenga », plus haute récompense. L’« étalon d’argent de Yennenga » et prix spécial du jury sont attribués à « Nothing but the truth » (Rien que la vérité) du Sud-Africain John Kani. L’« étalon de bronze de Yennenga » est attribué à « Mascarades » de l'Algérien Lyes Salem. Le prix du meilleur scénario est attribué à « L’Absence » du Guinéen Mama Keïta. Les prix de la meilleure interprétation masculine, de la meilleure image et du meilleur montage sont attribués à « Jerusalema » du Sud-Africain Rufth Ziman.

- Dimanche 15 mars 2009 : seize personnes, dont une femme et six enfants, trouvent la mort dans le naufrage de leur pirogue. La pirogue, construite pour transporter six personnes en contenait 21, s'est renversée dans les eaux d'un barrage situé dans la province du Passoré. Les victimes, toutes du même village, se rendaient à des funérailles sur l'autre rive du barrage dans la petite bourgade de Berenga[1].

- Mardi 1er septembre 2009, des pluies torrentielles ont provoqué d’importantes inondations au Burkina Faso, faisant 8 morts et affectant 150 000 personnes à travers le pays. La capitale Ouagadougou a été fortement touchée. La cinémathèque africaine de Ouagadougou a été inondée, menaçant un tiers des 1 500 films qui constituent son précieux fond. Le cinéaste malien Cheick Oumar Sissoko a appelé le 17 septembre ses collègues du monde entier à sauver cette cinémathèque[2].

- Lundi 7 septembre 2009 : six détenus ont été tués et sept autres blessés, dans la nuit, à la prison de Koudougou (centre) à la d'« une tentative d'évasion suivie d'une mutinerie ». Huit détenus ont réussi à s'évader[3].

- Mardi 22 septembre 2009 : depuis le début de la saison des pluies (juin), les inondations ont causé dans le pays la mort de 8 personnes et en ont affecté 150 000 autres.

- Vendredi 23 octobre 2009 : début de la 12e édition du Tour du Faso, seule grande épreuve cycliste africaine. Après la perte de plusieurs sponsors, le secrétaire d'État français à la coopération, Alain Joyandet, avait débloqué 115 000 euros ; en échange, le maillot jaune arborera le logo « France Coopération ». Fan de vélo, le ministre français avait couru, en 2008 une partie de la première étape de cette épreuve.